# پراکسید روی
پراکسید روی (به انگلیسی: Zinc peroxide) با فرمول شیمیایی ZnO۲ یک ترکیب شیمیایی است. که جرم مولی آن 97.408 g/mol می‌باشد. شکل ظاهری این ترکیب، پودر سفید مایل به زرد است.